# Чемпионат мира по горнолыжному спорту 1993
32-й чемпионат мира по горнолыжному спорту прошёл с 4 по 14 февраля 1991 года в Мориоке, Япония. Из-за плохих погодных условий пришлось отменить соревнования по супергиганту среди мужчин, и награды остались нераспределёнными.

## Общий медальный зачёт
| Место | Страна     | Золото | Серебро | Бронза | Всего |
| ----- | ---------- | ------ | ------- | ------ | ----- |
| 1     | Норвегия   | 3      | 3       | 1      | 7     |
| 2     | Германия   | 2      | 0       | 1      | 3     |
| 3     | Австрия    | 1      | 3       | 4      | 8     |
| 4     | Франция    | 1      | 0       | 0      | 1     |
| 4     | Канада     | 1      | 0       | 0      | 1     |
| 4     | Швейцария  | 1      | 0       | 0      | 1     |
| 7     | США        | 0      | 2       | 1      | 3     |
| 8     | Люксембург | 0      | 1       | 1      | 2     |
| 9     | Швеция     | 0      | 0       | 1      | 1     |

## Медалисты

### Мужчины
| Дисциплина        | Золото                | Серебро               | Бронза                |
| ----------------- | --------------------- | --------------------- | --------------------- |
| Скоростной спуск  | Урс Леман             | Атле Скордал          | Эй Джей Китт          |
| Супергигант       | Соревнования отменены | Соревнования отменены | Соревнования отменены |
| Гигантский слалом | Четиль Андре Омодт    | Райнер Зальцгебер     | Юхан Валльнер         |
| Слалом            | Четиль Андре Омодт    | Марк Жирарделли       | Томас Штангассингер   |
| Комбинация        | Лассе Кьюс            | Четиль Андре Омодт    | Марк Жирарделли       |

### Женщины
| Дисциплина        | Золото         | Серебро         | Бронза             |
| ----------------- | -------------- | --------------- | ------------------ |
| Скоростной спуск  | Кейт Пейс      | Астрид Лёдемель | Аня Хас            |
| Супергигант       | Катя Зайцингер | Сильвия Эдер    | Астрид Лёдемель    |
| Гигантский слалом | Кароль Мерль   | Анита Вахтер    | Мартина Эртль-Ренц |
| Слалом            | Карин Будер    | Джули Паризьен  | Эльфи Эдер         |
| Комбинация        | Мириам Фогт    | Пикабо Стрит    | Анита Вахтер       |